# Białobrzegi (Krosno)
Białobrzegi – część miasta Krosna, jednostka pomocnicza gminy (dzielnica).

## Historia
Początkowo była to osada – notowana jako przedmieście lub wieś: inter suburbanos Palversee (1410); Byalebrzegky (1473), Byalobrzegi (1532). 
W 1542 w Białobrzegach istniał kamieniołom. Wieś królewska  położona na przełomie XVI i XVII wieku w ziemi sanockiej województwa ruskiego, w drugiej połowie XVII wieku należała do tenuty Besko starostwa sanockiego.
Badania geologiczne wykazały, że dzielnica leży w pasie pokładów roponośnych, co zachęciło spółki do postawienia kilku szybów wiertniczych. W 1903 r. rozpoczęła działalność rafineria. Po I wojnie światowej przeprowadzono próby wierceń, lecz bez sukcesów, co spowodowało zamknięcie szybów.
Po odzyskaniu niepodległości Polski miastu zaczęło brakować terenów pod zabudowę. Białobrzego zostały ustanowione dzielnicą Krosna od 1925. Przez długi czas ta część miasta była określana rolniczą enklawą. Tym samym pomysł przyłączenia Białobrzegów do Krosna, miał charakter ekonomiczno-urbanistyczny.  Dzielnica Białobrzegi została zabudowana wzdłuż Wisłoka, po obu stronach rzeki.
W Białobrzegach urodzili się Stanisław Gorczyca (1895–1923), Jan Machnicki, Szymon Zuzak, Jan Niezgoda, Józef Kwaciszewski (współorganizował Związek Strzelecki w Białobrzegach i wyruszył z oddziałem na wojnę w celu wyzwolenia Polski), Józef Czuchra, Władysław Gomułka.
W 2019 liczba mieszkańców dzielnicy wyniosła 3 026.

## Obiekty
- Pomnik przy ul. Krakowskiej, z napisem na tablicy: Białobrzeżanom poległym za Ojczyznę w I Wojnie Światowej i Wojnie polsko-bolszewickiej 1914-1920, Społeczeństwo dzielnicy Białobrzegi
- Kościół Bożego Miłosierdzia z tablicą ku czci poległych mieszkańców w I i w II wojnie światowej.

## Dojazd
- Na ulice Konopnickiej (kościół Bożego Miłosierdzia), Kopernika i Moniuszki linia MKS Krosno "G".
- Na ulicę Białobrzeską linia "3" obsługiwana przez miejskiego przewoźnika oraz prywatni przewoźnicy jeżdżący w kierunku Odrzykonia.